# Mariage interracial aux États-Unis
Le mariage interracial aux États-Unis est complètement légal dans tout le pays depuis la décision Loving v. Virginia de la Cour suprême en 1967 qui a jugé les lois contre le métissage inconstitutionnelles, même si de nombreux États ont choisi de légaliser le mariage interracial avant cette date.
Selon le Pew Research Center, les mariages interraciaux représentent 17 % des mariages en 2015, contre seulement 3 % en 1967.
Les Américains multiraciaux étaient 9,0 millions en 2010, soit 2,9 % de la population totale, même si 5,6 % de la population était âgée de moins de 18 ans. Le nombre réel est probablement beaucoup plus élevé ; une étude menée sur des collégiens s'identifiant comme blancs a révélé qu'un tiers d’entre eux avaient moins de 90 % d'ascendance européenne,, et une étude récente a constaté qu'un cinquième des Afro-Américains ont une ascendance européenne.

## Histoire

Date d’abrogation des lois prohibant le mariage interracial par État :
Aucune loi prohibant le mariage interracial
Avant 1887
Entre 1948 et 1967
12 juin 1967

| État            | Entrée en vigueur | Abrogation | Groupes que les Blancs ne pouvaient épouser |
| --------------- | ----------------- | ---------- | ------------------------------------------- |
| Massachusetts   | 1705              | 1843       | Noirs et Amérindiens                        |
| Iowa            | 1839              | 1851       | Noirs                                       |
| Kansas          | 1855              | 1859       | Noirs                                       |
| Nouveau-Mexique | 1857              | 1866       | Noirs                                       |
| Washington      | 1855              | 1868       | Noirs et Amérindiens                        |
| Illinois        | 1829              | 1874       | Noirs                                       |
| Pennsylvanie    | 1725              | 1780       | Noirs                                       |
| Rhode Island    | 1798              | 1881       | Noirs et Amérindiens                        |
| Wyoming         | 1869              | 1882       | Noirs, Asiatiques et Philippins             |
| Maine           | 1821              | 1883       | Noirs et Amérindiens                        |
| Michigan        | 1838              | 1883       | Noirs                                       |
| Ohio            | 1861              | 1887       | Noirs                                       |

| État           | Entrée en vigueur | Abrogation | Groupes que les Blancs ne pouvaient épouser  |
| -------------- | ----------------- | ---------- | -------------------------------------------- |
| Californie     | 1850              | 1948       | Noirs, Asiatiques et Philippins              |
| Idaho          | 1864              | 1948       | Noirs, Amérindiens et Asiatiques             |
| Oregon         | 1862              | 1951       | Noirs, Amérindiens, Asiatiques et Hawaïens   |
| Montana        | 1909              | 1953       | Noirs et Asiatiques                          |
| Dakota du Nord | 1909              | 1955       | Noirs                                        |
| Colorado       | 1864              | 1957       | Noirs                                        |
| Indiana        | 1818              | 1957       | Noirs                                        |
| Dakota du Sud  | 1909              | 1957       | Noirs, Asiatiques et Philippins              |
| Nevada         | 1861              | 1959       | Noirs, Amérindiens, Asiatiques et Philippins |
| Arizona        | 1865              | 1962       | Toute personne non blanche                   |
| Nebraska       | 1855              | 1963       | Noirs et Asiatiques                          |
| Utah           | 1852              | 1963       | Noirs, Asiatiques et Philippins              |
| Wyoming        | 1913              | 1965       | Noirs, Asiatiques et Philippins              |
| Maryland       | 1692              | 1967       | Noirs et Philippins                          |

| État                 | Entrée en vigueur | Groupes que les Blancs ne pouvaient épouser | Remarque                                                                    |
| -------------------- | ----------------- | ------------------------------------------- | --------------------------------------------------------------------------- |
| Alabama              | 1822              | Noirs                                       | Loi abrogée durant la Reconstruction, puis rétablie                         |
| Arkansas             | 1838              | Noirs                                       | Loi abrogée durant la Reconstruction, puis rétablie                         |
| Delaware             | 1721              | Noirs                                       |                                                                             |
| Floride              | 1832              | Noirs                                       | Loi abrogée durant la Reconstruction, puis rétablie                         |
| Géorgie              | 1750              | Toute personne non blanche                  |                                                                             |
| Kentucky             | 1792              | Noirs                                       |                                                                             |
| Louisiane            | 1724              | Noirs                                       | Loi abrogée durant la Reconstruction, puis rétablie                         |
| Mississippi          | 1822              | Noirs                                       | Loi abrogée durant la Reconstruction, puis rétablie                         |
| Missouri             | 1835              | Noirs et Asiatiques                         |                                                                             |
| Caroline du Nord     | 1715              | Noirs et Amérindiens                        | En 1887, interdiction des mariages entre Noirs et Amérindiens Croatans (en) |
| Oklahoma             | 1897              | Noirs                                       |                                                                             |
| Caroline du Sud      | 1717              | Toute personne non blanche                  | Loi abrogée durant la Reconstruction, puis rétablie                         |
| Tennessee            | 1741              | Noirs et Amérindiens                        |                                                                             |
| Texas                | 1837              | Toute personne non blanche                  |                                                                             |
| Virginie             | 1691              | Toute personne non blanche                  |                                                                             |
| Virginie-Occidentale | 1863              | Noirs                                       |                                                                             |

## Déterminants

### Contexte culturel
Les différences d’âge entre les individus jouent un rôle important dans la façon dont les couples mixtes sont perçus dans la société américaine. Les mariages interraciaux sont généralement perçus de deux façons différentes aux États-Unis : l'égalitarisme et le conservatisme culturel. Le point de vue égalitariste se définit par l'acceptation du phénomène, alors que les traditionalistes considèrent le mariage interracial comme un tabou et comme socialement inacceptable. Les points de vue égalitaires sont généralement détenus par les jeunes générations[Quand ?], mais les générations plus âgées ont une influence importante sur les points de vue des plus jeunes. En 1999, Gurung et Duong ont compilé des statistiques portant sur les couples mixtes et les couples de même ethnicité. Ils en ont déduit que les individus faisant partie des couples mixtes ne se considèrent généralement pas différemment des couples de même ethnicité.
En 1948, dans l'article « Social Tendencies in America et Strategic Approaches to the Negro Problem », l'économiste suédois Gunnar Myrdal a classé les zones sociales où des restrictions ont été imposées aux Afro-Américains par les Blancs du Sud (ségrégation raciale), du moindre au plus important : l'accès aux installations publiques de base, l'égalité sociale, les emplois, les tribunaux et la police, la politique et le mariage. Ce système de classement illustre la manière dont les barrières contre la ségrégation sont tombées : la ségrégation dans les administrations publiques, abolie par le Civil Rights Act de 1964, était moins importante. La ségrégation juridique la plus tenace était l'interdiction du mariage interracial. Celle-ci n'a pas été complètement levée jusqu'à ce que les dernières lois contre les mariages « inter-raciaux » soient déclarées inconstitutionnelles sur décision de la Cour suprême dans le cadre de l’arrêt Loving v. Virginia en 1967.
Des recherches menées par des entreprises sociales au nom de la Columbia Business School de 2005 à 2007 ont montré que des différences de perception des relations interraciales variaient selon les États. Les chercheurs ont remarqué que les individus vivant dans le sud des États-Unis avaient des préférences de race bien plus importantes que ceux vivant au Nord. L'étude a également observé une nette différence de sexe dans la préférence raciale en ce qui concerne le mariage : les femmes de toutes races qui ont été sondées ont ainsi révélé une forte préférence pour les hommes de leur propre race. Une réserve a été établie : les femmes d'Asie orientale préfèrent les Blancs aux Hispaniques et aux Afro-Américains. Ils ont également constaté que la race d'une femme n'avait aucun effet sur les choix des hommes.

### Contexte socio-économique
Plusieurs études ont révélé qu'un facteur qui affecte de façon significative les choix d'un individu en matière de mariage est le statut socio-économique : la mesure du revenu, de l'éducation, de la classe sociale, de la profession d'une personne, etc. Le Centre du comportement et de l'évolution de l'université de Newcastle a confirmé que les femmes ont tendance à se marier en fonction du statut socio-économique, ce qui réduit la probabilité de mariage avec des hommes de faible statut socio-économique.
Les recherches menées par les universités de l'Alabama, de Birmingham et du Texas portant sur le statut socio-économique, parmi d’autres facteurs, ont montré qu'aucune des variables de statut socio-économique ne semblait être réellement liée au mariage en dehors du groupe au sein de la communauté asiatique américaine. Ils ont constaté que des Asiatiques de statut socio-économique stable se mariaient parfois avec des Blancs pour accéder à un meilleur statut social,.

## Opinion publique
Tout au long de l’histoire, le mariage interracial aux États-Unis a fait l’objet d'une forte opposition du peuple américain, surtout chez les Blancs. Selon les sondages d'opinion, en 1986, seulement un Américain sur trois approuvait le mariage interracial. En 2011, la grande majorité des Américains approuvaient les mariages entre les différentes races en général, alors que 20 ans plus tôt, en 1991, moins de la moitié était d’accord. Ce n'est qu'en 1994 que la plupart des Américains ont approuvé les mariages mixtes.